# Bobi Zankow
Boris (Bobi) Zankow (bulgarisch Борис Цанков) (* 1979; † 4. Januar 2010 in Sofia (ermordet)) war ein verurteilter bulgarischer Krimineller, Journalist der Boulevard-Presse und Radiomoderator.

## Leben
Auf Zankow wurden mehrere Anschläge verübt, so im Jahr 2005 ein Bombenattentat, bei dem er verletzt wurde. Am 4. Januar 2010 erschossen zwei Männer Zankow auf dem belebten Boulevard Alexander Stamboliski (бул. “Стамболийски”) in Sofia mit vier Schüssen aus 9-Millimeter-Pistolen. Zankow befand sich gerade auf dem Weg zu seinem Rechtsanwalt. Seine Leibwächter erlitten Schussverletzungen.
Zankow hatte sich öffentlich guter Kontakte zur kriminellen Unterwelt gerühmt, darunter zu Anton Miltenow (Der Schnabel), Konstantin Dimitrow und Iwan Todorow (Doktora) sowie den Brüdern Margin. Ein Buch von Zankow über die Mutri und kriminelle Gruppierungen wurde vom Polizeichef der Stadt Sofia, Waleri Jordanow, als „kindische Mischung aus Realität und Fantasien“ gewertet, die amüsant klinge, aber schwer zu beweisen und zudem unglaubwürdig sei. Auch soll Zankow zu Lebzeiten zwölf Mal wegen Betrugs verurteilt worden sein; in seinen Sendungen soll mit Gewinnversprechungen zum Versenden von überteuerten SMS-Nachrichten aufgerufen worden sein.
Im Zusammenhang mit seiner Ermordung wurden Stefan Bonew sowie Krassimir Marinow verhaftet, die ebenfalls als Mitglieder der Mutri gelten. Wie der 2008 ebenfalls ermordete Georgi Stoew wurde Zankow als Chronist der Mafia bezeichnet. Zankow schrieb auch für eine Wochenend-Boulevardzeitung und nahm an Fernseh-Talkshows teil.

## Veröffentlichungen
- Bobi Zankow: Die Geheimnisse der Mutri. 2009, auf Bulgarisch